# Diederick Hagemeijer
Diederick Hagemeijer (* 21. September 1988 in Eindhoven) ist ein ehemaliger niederländischer Eishockeyspieler, der den Großteil seiner Karriere bei den Tilburg Trappers verbrachte, mit denen er zuletzt in der deutschen Oberliga Nord spielte.

## Karriere

### Clubs
Diederick Hagemeijer begann seine Karriere als Eishockeyspieler bei den Tilburg Trappers, für die er bereits als Jugendlicher spielte und mit erst 16 Jahren in der Ehrendivision debütierte. Nachdem er mit dem Team aus Nordbrabant 2006 den niederländischen Eishockeypokal und 2007 den niederländischen Meistertitel gewonnen hatte, wechselte er für zwei Jahre über den Großen Teich in die United States Hockey League, die wichtigste US-Nachwuchsliga, und spielte dort für den Tri-City Storm. 2009 zog es ihn wieder in die Niederlande und er schloss sich den Eindhoven Kemphanen aus seiner Geburtsstadt an. Ein Jahr später kehrte er zu seinem Stammverein nach Tilburg zurück. Mit den Trappers, deren Mannschaftskapitän er von 2011 bis 2013 war, wurde er 2011 und 2013 erneut Pokalsieger der Niederlande. 2013 erhielt er den Frans-Henricks-Pokal als wertvollster Spieler der Ehrendivision. 2014 konnte er mit seiner Mannschaft jeweils deren 14. Meistertitel und Pokalsieg erringen. Für ihn selbst war es der zweite Meistertitel nach 2007 und der vierte Pokalsieg. Auch 2015 gewann er mit den Trappers das Double. Anschließend wechselte er mit den Trappers in die deutsche Oberliga Nord und konnte 2016 und 2017 die Oberliga-Meisterschaft gewinnen. Nach dem zweiten Oberligamestertitel beendete er seine Karriere.

### International
Hagemeijer nahm mit der niederländischen Mannschaft bei den U-18-Weltmeisterschaften 2005 und 2006 sowie den U-20-Weltmeisterschaften 2006, 2007 und 2008 jeweils in der Division II teil.
Mit der Herren-Nationalmannschaft seines Landes nahm er an den Weltmeisterschaften der Division I in den Jahren 2007, 2008, 2009, 2010, 2011, 2012, 2013, 2014 und 2015 teil. 2012 wurde er in das All-Star-Team der Gruppe B der Division I gewählt, er war hinter den beiden Polen Marcin Kolusz und Leszek Laszkiewicz der drittbeste Scorer des Turniers und zudem mit fünf Toren auch Torschützenkönig. Zudem vertrat er seine Farben bei den Qualifikationsturnieren zu den Olympischen Winterspielen 2014 in Sotschi und 2018 in Pyeongchang.

## Erfolge und Auszeichnungen
- 2006 Niederländischer Pokalsieger mit den Tilburg Trappers
- 2007 Niederländischer Meister mit den Tilburg Trappers
- 2011 Niederländischer Pokalsieger mit den Tilburg Trappers
- 2012 Torschützenkönig und All-Star-Team der Weltmeisterschaft, Division I, Gruppe B
- 2013 Niederländischer Pokalsieger mit den Tilburg Trappers
- 2013 Frans-Henricks-Pokal als wertvollster Spieler der Ehrendivision
- 2014 Niederländischer Meister und Pokalsieger mit den Tilburg Trappers
- 2015 Niederländischer Meister und Pokalsieger mit den Tilburg Trappers
- 2016 Deutscher Oberligameister mit den Tilburg Trappers
- 2017 Deutscher Oberligameister mit den Tilburg Trappers

## Statistik
(Stand: Ende der Spielzeit 2016/17)